# Видренко Дмитро Олександрович
Дмитро́ Олекса́ндрович Видре́нко (нар. 20 червня 1909 — 15 червня 1988) — радянський військовик часів Другої світової війни, замковий 57-мм протитанкової гармати 3-го мотострілецького батальйону 44-ї мотострілецької бригади 1-го танкового корпусу (2-га гвардійська армія, 1-й Прибалтійський фронт), рядовий. Герой Радянського Союзу (1945).

## Біографія
Народився 20 червня 1909 року в селі Литвинівці. нині Валківського району Харківської області, в селянській родині. Українець. Закінчив 2 класи сільської школи. Працював слюсарем у місті Єнакієвому, нині Донецької області.
До лав РСЧА призваний у квітні 1941 року Орджонікідзевським РВК. Учасник німецько-радянської війни з жовтня 1941 року. Двічі, у 1942 та 1943 роках, був поранений.
Особливо рядовий Д. О. Видренко відзначився під час бойових дій у Прибалтиці. 18 серпня 1944 року 3-ій мотострілецький батальйон отримав бойове завдання затримати наступ супротивника по шосе на Шяуляй поблизу населеного пункту Косцюки. На світанку, під прикриттям кулеметно-артилерійського вогню, батальйон висунувся на вказаний рубіж. Протитанкова гармата, замковим у обслузі якої був Д. О. Видренко, зайняла вогневу позицію в районі кладовища на північний захід від Косцюків і підтримувало вогнем висування 8-ї мотострілецької роти. супротивник, виявивши висування 8-ї роти до важливої магістралі, розпочав атаку силами мотопіхоти. Влучним вогнем обслуга гармати розбила ворожі машини і розсіяла його мотопіхоту, змусивши її відступити. Наступного дня, 19 серпня, до батальйону ворожої мотопіхоти при підтримці 18 танків відновили спроби вирватись на магістраль і обійти батальйон з флангу. Рядовий Д. О. Видренко отримав наказ від командира гармати підпустити танки супротивника на близьку відстань і знищити їх. Коли танки підійшли на відстань 100—150 метрів, навідник М. Х. Писаренко влучним вогнем підбив 4 машини, але й сам був поранений. Замковий Д. О. Видренко, замінивши навідника, двома пострілами підбив середній танк і «Пантеру» супротивника, а вогнем з автомата відсікав ворожу піхоту. У цей час заряджаючий М. Є. Сергеєв підбив ще 1 танк, але пострілом з САУ гармата була виведена з ладу. Тоді артилеристи гранатами підбили ще 1 танк супротивника, а решту змусили відступити, тим самим утримавши рубіж оборони.
Після закінчення війни Д. О. Видренко був демобілізований і повернувся у місто Єнакієве. Працював начальником механічного цеху шахти «Юнком», а згодом — слюсарем-інструментальником шахти «Новий Юнком». Член КПРС з 1952 року.
Помер 15 червня 1988 року.

## Нагороди
Указом Президії Верховної Ради СРСР від 24 березня 1945 року «за зразкове виконання бойових завдань командування на фронті боротьби з німецькими загарбниками та виявлені при цьому відвагу і героїзм», рядовому Видренку Дмитру Олександровичу присвоєне звання Героя Радянського Союзу з врученням ордена Леніна і медалі «Золота Зірка» (№ 7665).
Також нагороджений орденом Вітчизняної війни 1-го ступеня (11.03.1985) і медалями.